# دیمه‌داغلدی
دیمه‌داغلدی (به ترکی آذربایجانی: Dəymədağıldı) منطقه‌ای مسکونی در جمهوری آذربایجان است که در شهرستان بردع واقع شده‌است. دیمه‌داغلدی ۱٬۸۶۲ نفر جمعیت دارد.